# Snowdrop (moteur de jeu)
Snowdrop est un moteur de jeu développé par Massive Entertainment pour le jeu Tom Clancy's The Division.

## Démonstration
Snowdrop est présenté lors de la cérémonie des VGX 2013 afin de montrer la puissance du nouveau moteur d'Ubisoft. Ce moteur a pu mettre en avant plusieurs effets visuels tels que les différents effets de lumière, la gestion de la fumée, les changements climatiques ou encore les répercussions sur les décors.

## Jeux utilisant le moteur
| Année | Titre                                      |
| ----- | ------------------------------------------ |
| 2016  | The Division                               |
| 2017  | Mario + The Lapins Crétins: Kingdom Battle |
| 2017  | South Park : L'Annale du destin            |
| 2018  | Starlink: Battle for Atlas                 |
| 2019  | The Division 2                             |
| 2022  | Rocksmith+                                 |
| 2022  | Mario + The Lapins Crétins: Sparks of Hope |
| 2023  | Avatar: Frontiers of Pandora               |
| 2023  | The Settlers: New Allies                   |
| 2024  | XDefiant                                   |
| 2024  | Star Wars Outlaws                          |
| TBA   | Splinter Cell Remake                       |
| TBA   | Far Cry 7                                  |